# Sweet Child O' Mine
Sweet Child O' Mine és una balada del grup estatunidenc de hard rock Guns N' Roses, el tercer single d'Appetite for Destruction, el seu àlbum debut. Va ser publicada el 18 d'agost de 1988. Aquesta cançó va ser el primer tema de Guns N' Roses en arribar al Billboard Hot 100, durant dues setmanes l'estiu de 1988.

## Intèrprets
- Axl Rose - cantant
- Slash - guitarra solista
- Izzy Stradlin - guitarra rítmica, veus corals
- Duff McKagan - baix, veus corals
- Steven Adler - bateria